# مادیان‌های دیومدس

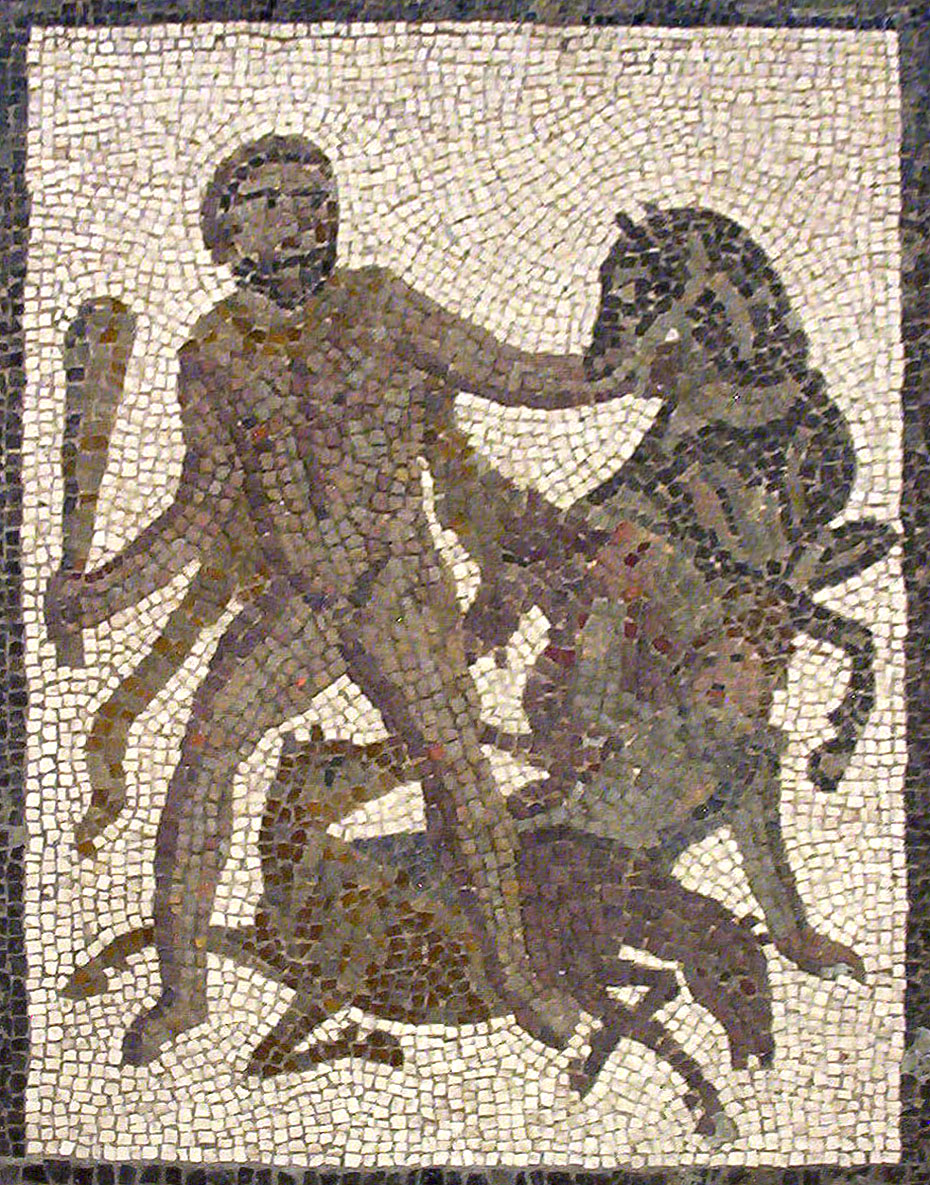
هرکول در حال اسیر کردن مادیان‌های دیومدس. نقش بر روی موزاییک رومی

مادیان‌های دیومدس (به انگلیسی: Mares of Diomedes) یا اسب‌های تراکیه در اساطیر یونانی چهار اسب آدمخوار باشکوه، وحشی و غیرقابل کنترل بودند که به دیومدس پادشاه تراکیه، فرزند آرس و کورنه تعلق داشتند که در مناطق وحشی و ناهموار سواحل دریای سیاه زندگی می‌کرد. این مادیان‌ها توسط هرکول پهلوان نام‌دار یونانی به عنوان هشتمین شاهکارش اسیر شده، و به نزد ائوروستئوس پادشاه موکنای فرستاده شدند.

## هشتمین خوان هرکول
بعد از به دام انداختن گاو کریت توسط هرکول در خوان هفتم، ائوروستئوس او را به دنبال مأموریت بعدی، یعنی گرفتن مادیان‌های آدم‌خوار دیومدس، پادشاه قبیله‌ای به نام بیستون در تراکیه فرستاد تا آن‌ها را به موکنای بازگرداند.
هرکول پس از رسیدن به کاخ دیومدس، او را اسیر کرد و با دانستن این موضوع که دیومدس باعث چه خشونت و درد و رنج‌هایی برای مردم شده‌است، پادشاه را به اصطبل خود برده و به آخور برنزی مادیان‌هایش پرتاب کرد و در نتیجه اسب‌ها ارباب خود را بلعیدند. با خوردن دیومدس، اسب‌ها آرام گرفتند و همین مسئله باعث راحتتر شدن کار هرکول برای بردن این اسب‌ها به نزد ائوروستئوس شد. ائوروستئوس اسب‌ها را به هرا تقدیم کرد و سپس آن‌ها را در دشت‌های آرگوس رها کردند. گفته شده‌است که سال‌ها بعد از این ماجرا در نتیجه تولیدمثل کردن این اسب‌ها، بوکفالوس، اسب مورد علاقه اسکندر کبیر به دنیا آمده‌است. در برخی تفسیرها، ائوروستئوس دستور داد اسب‌ها، به عنوان قربانی برای زئوس، به کوه المپ، خانهٔ خدایان فرستاده شوند اما سرانجام در آنجا توسط حیوانات وحشی خورده شدند.
در تفسیرهای دیگر بر طبق گفته‌های آپولودور، هرکول به همراه یک گروه جوان که برای کمک داوطلب شده بودند از دریای اژه به سمت قبیله بیستون حرکت کردند. در این گروه پسری جوان به نام آبدروس حضور داشت و هرکول که بسیار به او علاقه‌مند شده بود او را به عنوان همدم خود برگزید. پس از اسیر کردن مادیان‌ها توسط هرکول و همراهانش، به دلیل اینکه توسط دیومدس و سربازانش تحت تعقیب بودند، آن‌ها فرار کردند. سربازان تراکیه به سرعت به آن‌ها رسیدند و در همین حین هرکول آبدروس را مأمور محافظت از اسب‌ها کرد و خودش به جنگ دیومدس و افرادش رفت. اما آبدروس جوان که فاقد تجربه بود توسط این جانوران وحشی خورده شد. هرکول با دیدن همراهان تکه‌تکه شده خود بسیار خشمگین شد و برای انتقام، دیومدس را خوراک اسب‌ها کرد. هرکول برای این جوان مراسم تشییع جنازه شایسته‌ای برپا کرد و شهر آبدرا را در کنار مقبره آبدروس، بنا نهاد.